# Parmai Hercegség
A Parmai és Piacenzai Hercegség (latinul: Ducatus Parmae et Placentiae, olaszul: Ducato di Parma e Piacenza, később ismert még mint Parmai, Piacenzai és Guastallai Hercegség) egy 1545-ben alapított abszolutista történelmi államalakulat volt Észak-Itáliában, a mai olaszországi Emilia-Romagna régióban. A hercegség kisebb megszakításokkal ugyan, de egészen 1859-ig, Olaszország egyesítéséig fennállt.
Eredetileg a Farnese család birtoka volt, miután III. Pál pápa fia, Pier Luigi Farnese családja örökös hercegségévé tette. Az uralkodócsalád egészen 1731-ig birtokolta, amikor is az utolsó herceg, Antonio Farnese közvetlen örökös nélkül elhunyt. Halálát követően címe Elisabetta Farnese spanyol királyné idősebb fiára, Károly infánsra szállt. A spanyol örökösödési háborút lezáró 1713-as utrechti béke értelmében a Habsburgokra, így VI. Károly német-római császárra szállt a hercegi cím, amit a spanyol Bourbonok csak az osztrák örökösödési háború után, 1748-ban tudtak visszaszerezni.
Bonaparte Napóleon seregei 1802-ben megszállták, majd 1808-ban a Francia Császárság annektálta a hercegséget, ami függetlenségét csak 1814-ben nyerte vissza, amikor is Mária Lujza francia császárné életfogytig tartó jogot kapott rá. A bécsi kongresszus döntését követően, Mária Lujza 1847-es halálával a hercegi cím visszaszállt a spanyol Bourbonokra, majd 1859-ben formálisan felszámolták és az újonnan létrejövő Olasz Királyság részévé tették.

## Heraldika
|                                   |                                   |                                    |                                          |                                    |
| A Farnesék nagycímere (1547–1586) | A Farnesék nagycímere (1586–1731) | A Hercegség nagycímere (1748–1802) | Mária Lujza uralkodói címere (1814–1847) | A Bourbonok nagycímere (1847–1860) |

|                                 |                                          |                                         |                                         |                                         |
| A Farnesék zászlaja (1545–1731) | A Habsburgok állami zászlaja (1815–1847) | A Bourbonok állami zászlaja (1848–1849) | A Bourbonok állami zászlaja (1850–1851) | A Bourbonok állami zászlaja (1851–1859) |